# Mabolo

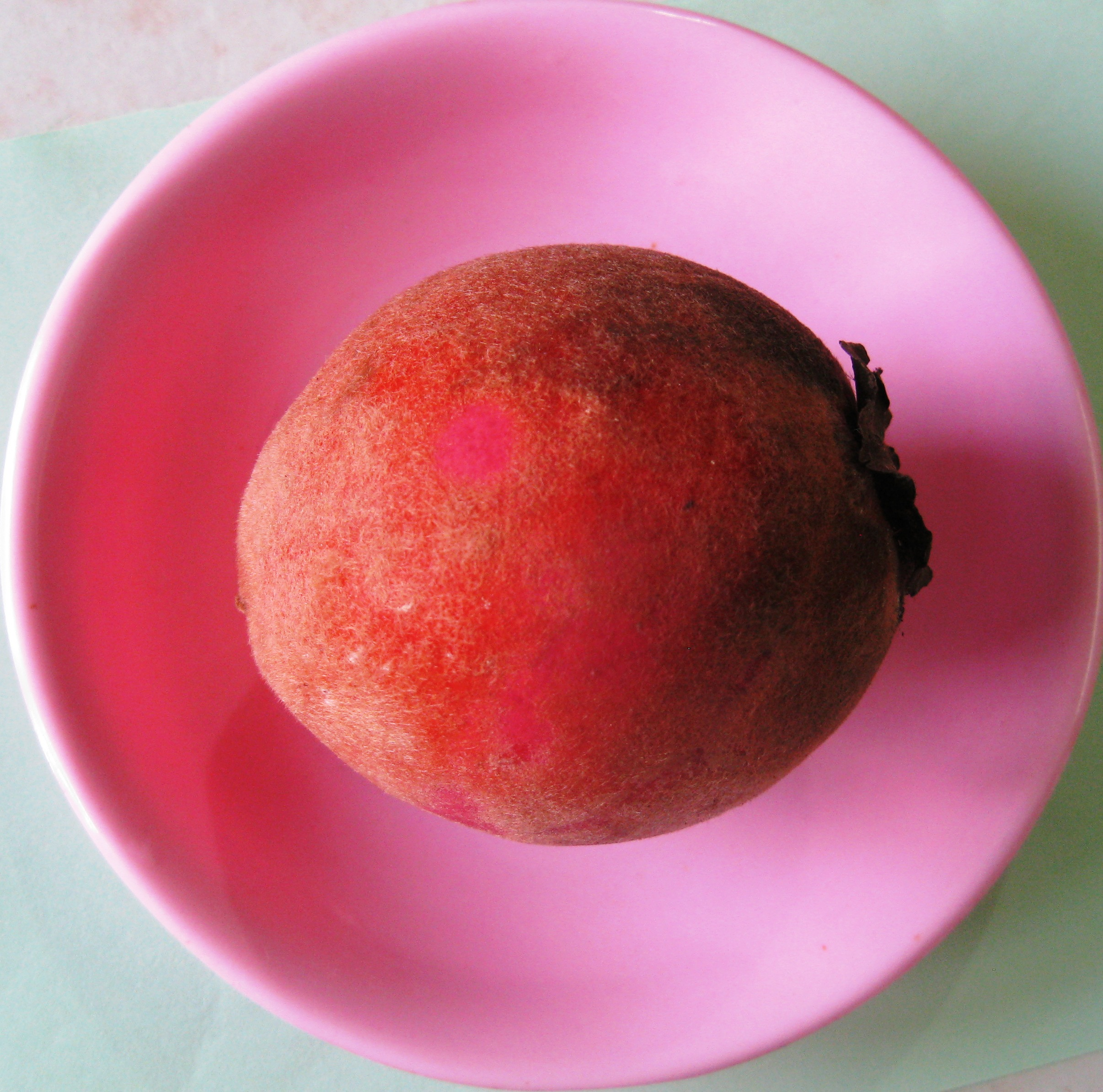
Mabolo fruit

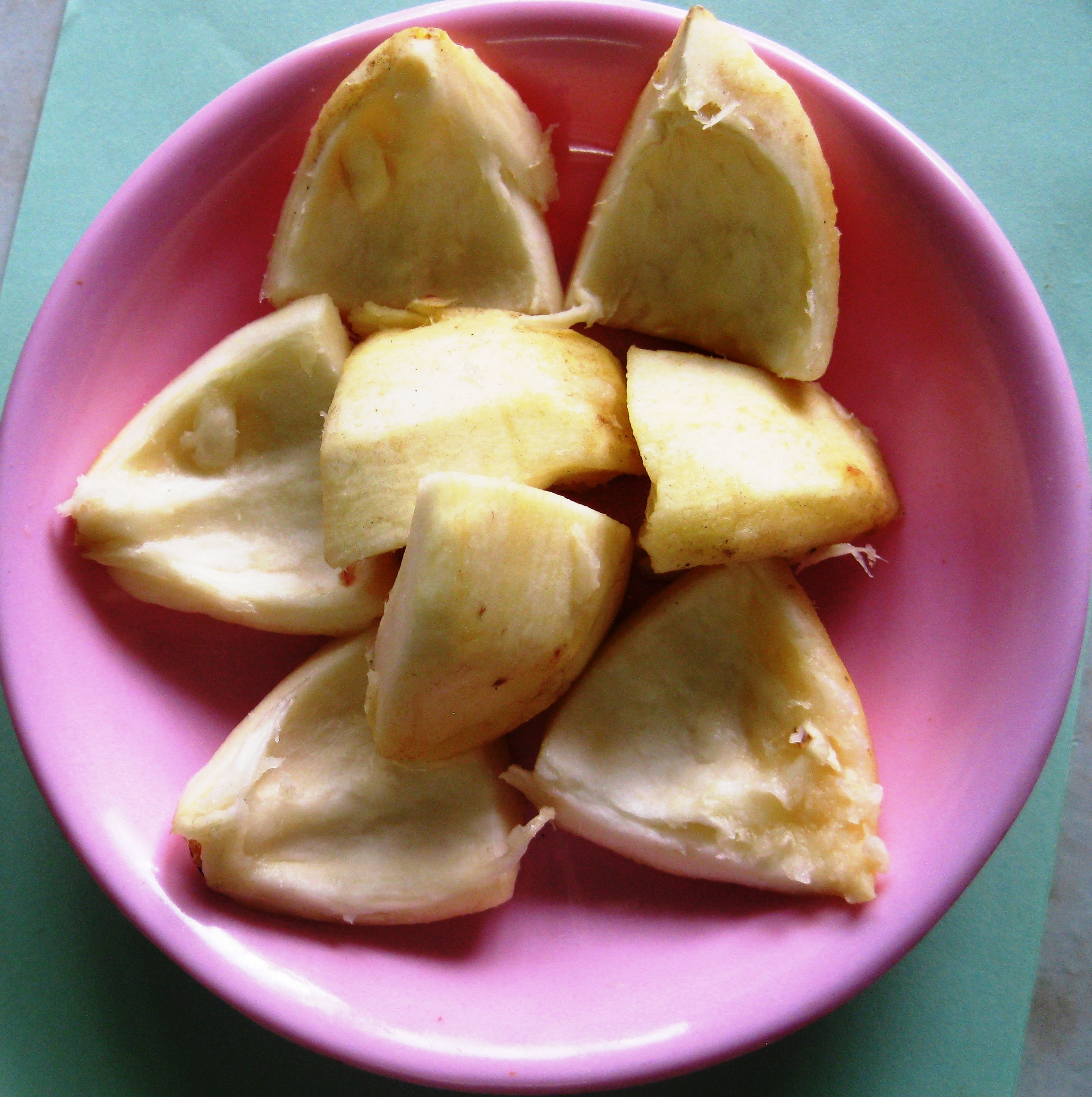
Mabolo fruit (in plakjes)

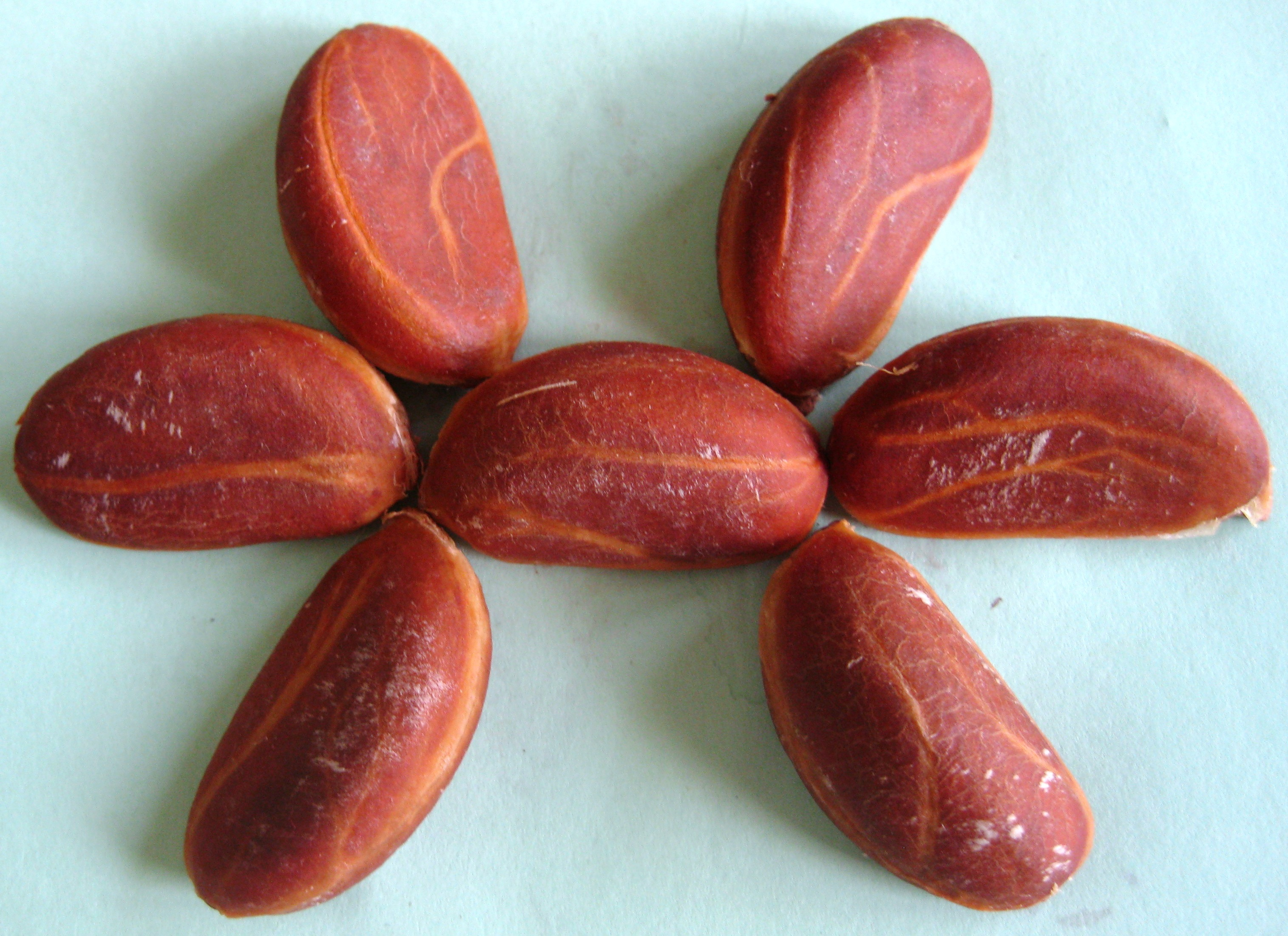
Mabolo fruit zaden

De mabolo (Diospyros discolor, synoniem: Diospyros blancoi) is een plant uit de familie Ebenaceae. Het is een verwant van de  kaki (Diospyros kaki).
Het is een tot 33 m hoge, tweehuizige boom met een tot 80 cm dikke stam, een bossige kroon en uitgespreide, gedeeltelijk hangende takken. De afwisselend geplaatste, tot 23 × 10 cm grote bladeren zijn leerachtig, ovaal, toegespitst en gaafrandig. Ze zijn van boven donkergroen, glad en glanzend en van onderen lichtgroen en zilverig behaard. De 1,2 cm grote bloemen groeien in trosjes aan korte loten.
De vruchten zijn bol- of eivormig en tot 7 × 10 cm groot. De 1 mm dikke, leerachtige schil is roze, bruinachtig, geel, oranje of paarsrood van kleur en is bezet met vele korte, goudbruine of koperkleurige haren. Het gelige, vitamine C- rijke vruchtvlees is matig sappig, smaakt naar appel en heeft een penetrante, kaasachtige geur. Deze geur kan verdwijnen door de vrucht enige tijd in de koelkast te leggen. De vruchten zijn pitloos of bevatten vier tot acht zaden, die tot 4 × 2,5 cm groot zijn.
De mabolo is endemisch op de Filipijnen en wordt veel in Zuidoost-Azië gekweekt.

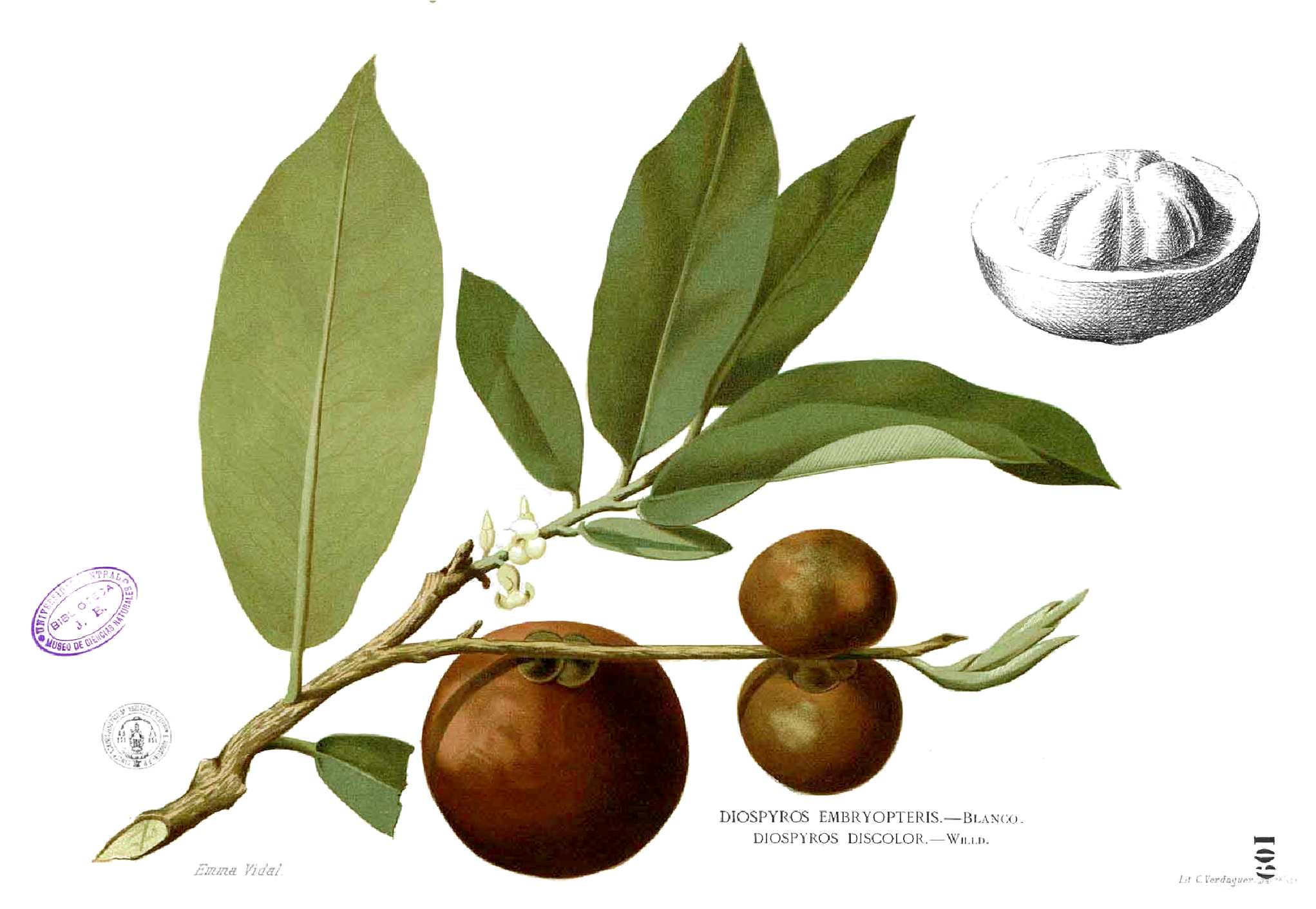
Botanische tekening
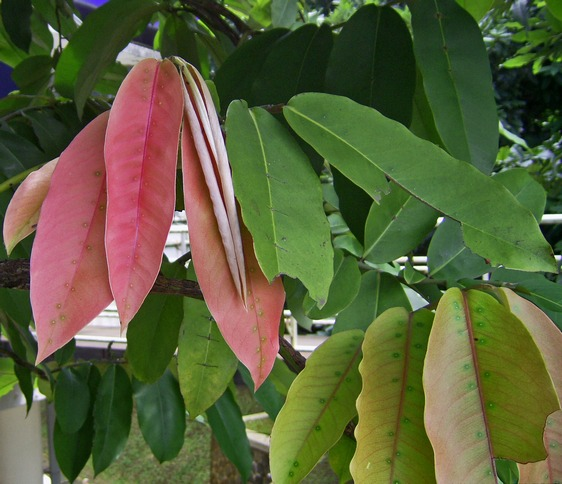
Jonge bladeren
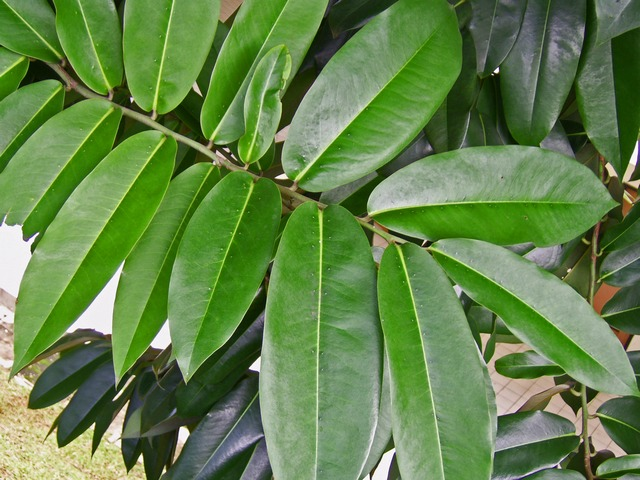
Bladeren
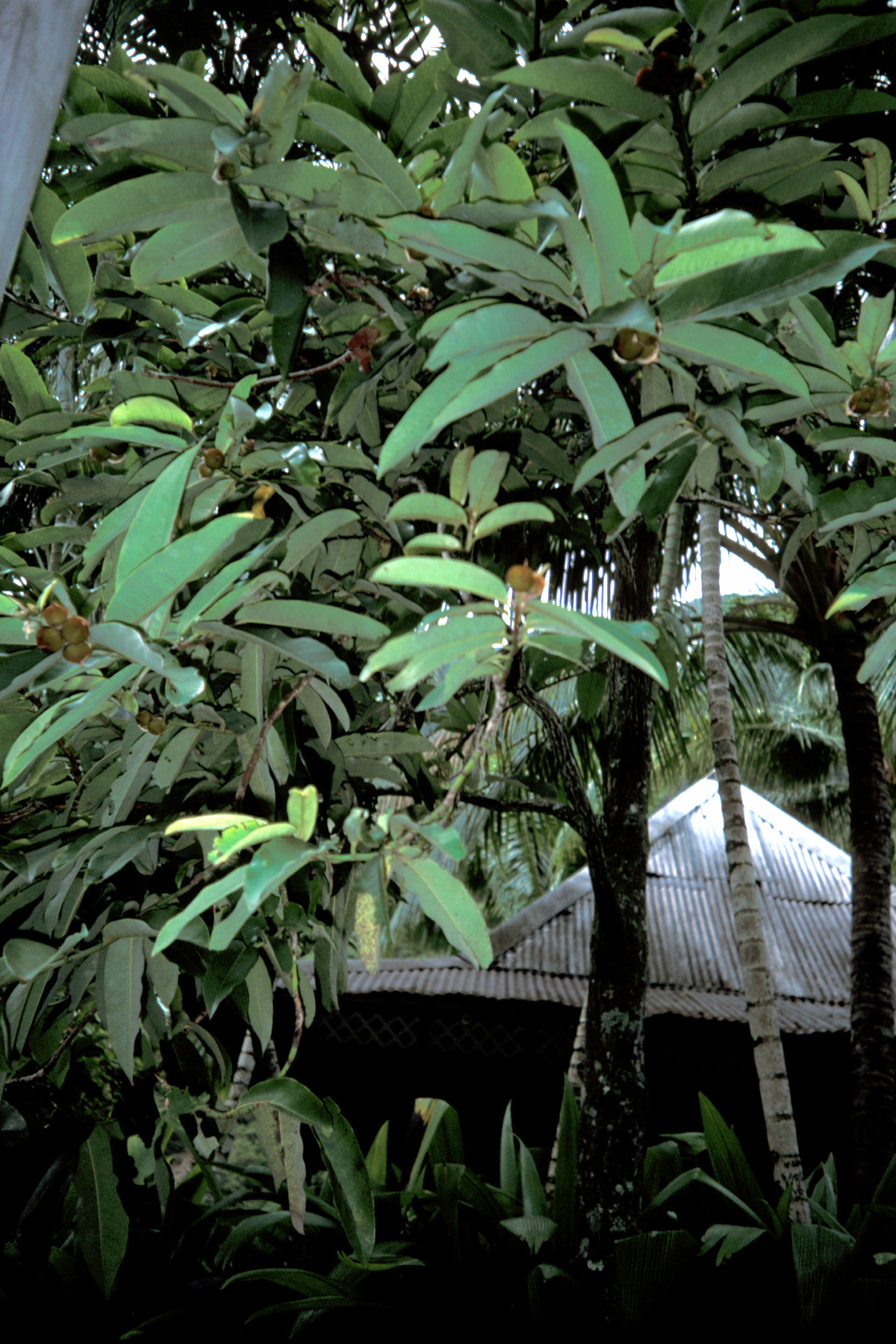
Boom op Hawaï

... · 
D. digyna (Zwarte zapote) ·  
D. discolor (Mabolo) ·  
D. kaki (Kaki) ·  
D. lotus (Lotusboom) ·  
D. mespiliformis (Jakhalsbes) ·  
D. montana (Bergpersimoen) ·  
D. sandwicensis (Lama) ·  
D. virginiana (Amerikaanse persimoen) ·  
...